# Torneo Súper 8
El Torneo Súper 8 o simplemente Súper 8 era un torneo de básquetbol de Argentina realizado usualmente a mitad del transcurso de la Liga Nacional de Básquet. Solía jugarse durante el mes de diciembre, antes del usual receso por fin de año, y era disputado en su totalidad en un único estadio.
En su décima edición sufrió una variante en la localía, pasando a jugarse en varios estadios y durando más días, incluyendo descansos entre fases. El ganador logra un cupo para la Liga Sudamericana de Clubes.
A partir de la temporada 2015-16 el torneo dejó de disputarse.

## Historia
El torneo comenzó a disputarse en 2005, como campeonato sucesor del Torneo Top 4, donde al primero clasificaban solamente cuatro clubes, y en este, ocho. 
Otra variante fue el hecho del cambio de sede, ya que los anteriores solamente se disputaron en la Provincia de Santa Fe.

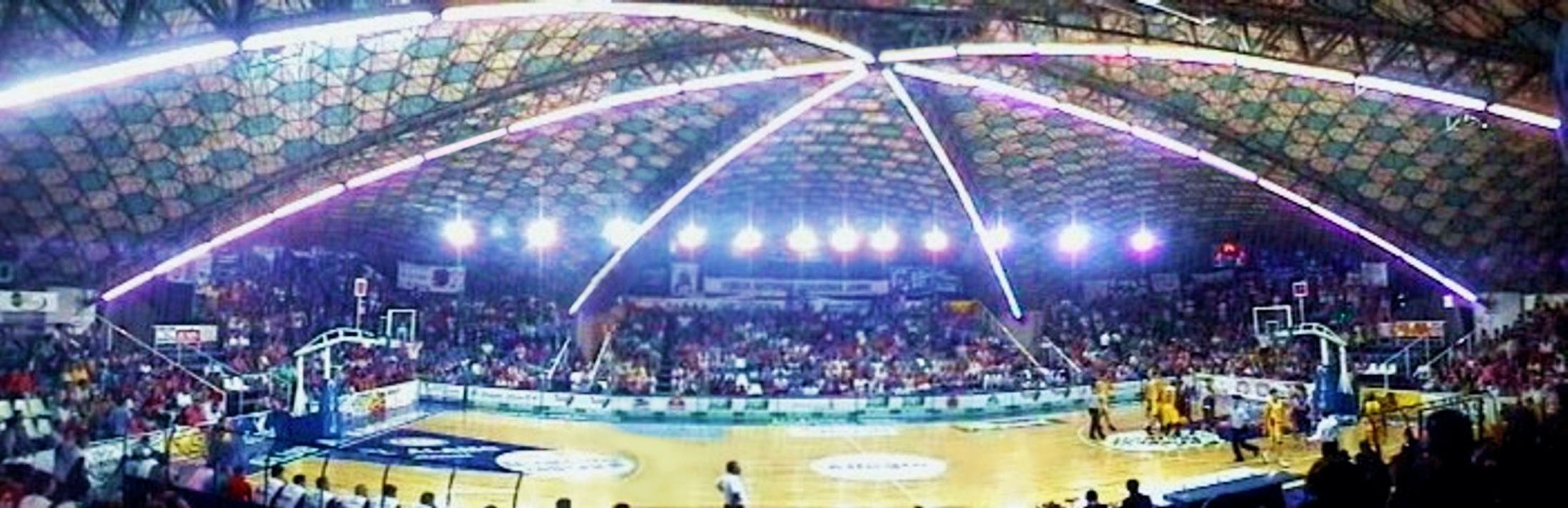
Estadio Héctor "Matrero" D'Anunzio de Junín, sede de la primera edición en 2005.

La primera edición contó con la participación de los primeros cuatro de cada zona de la Liga Nacional de la época. La sede elegida fue Junín, y se disputó entre el 15 y 18 de diciembre de ese mismo año. Libertad de Sunchales logró consagrarse tras vencer en la final por 3 al local Argentino. En la segunda edición, disputada en Neuquén, el campeón fue Peñarol de Mar del Plata que venció a Boca Juniors por un punto (75-74).

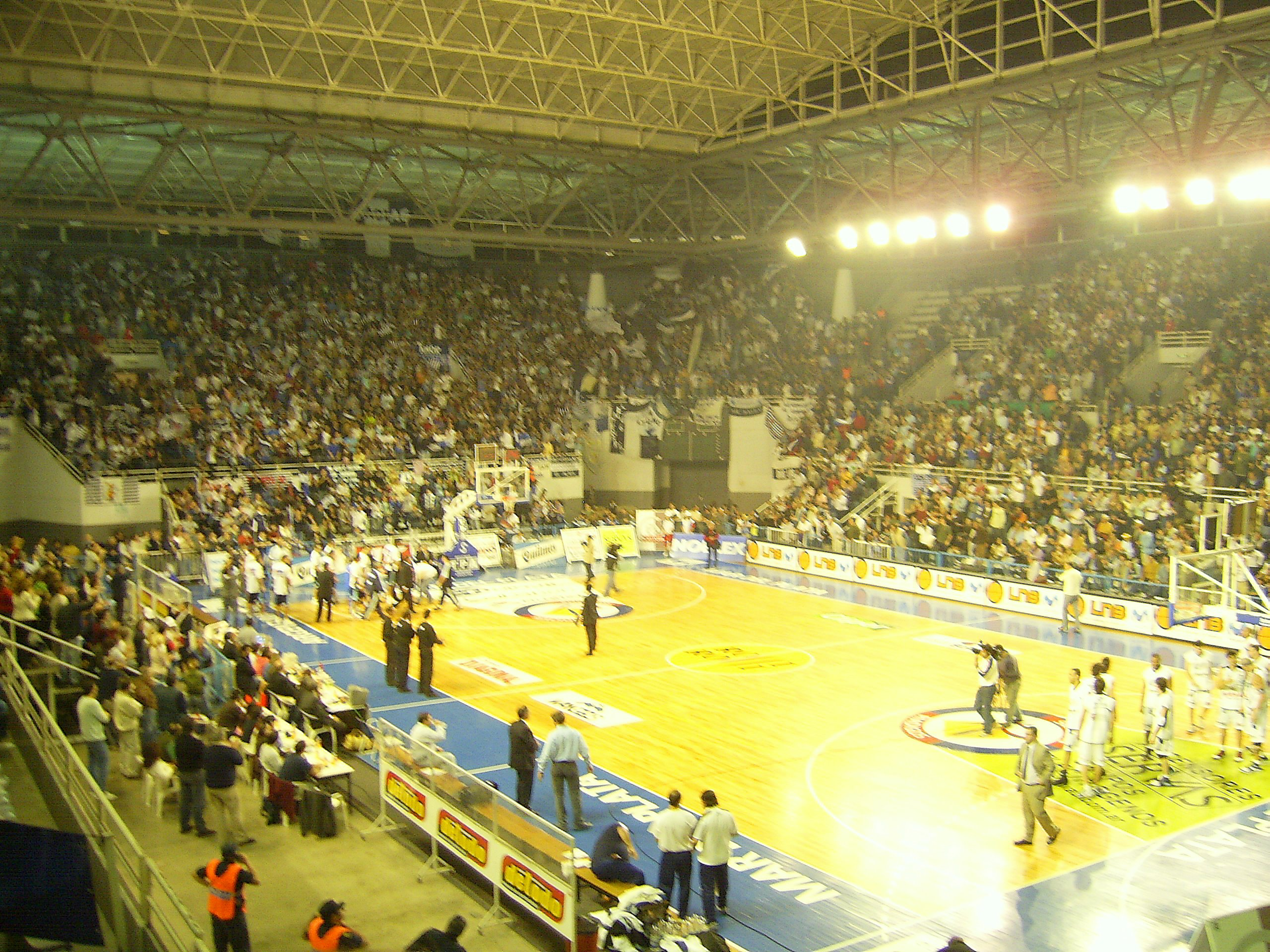
Polideportivo Islas Malvinas en Mar del Plata

La tercera fue disputada en el Polideportivo Islas Malvinas de Mar del Plata, donde Libertad volvió a consagrarse, ahora frente a Regatas, al vencerlo por un punto.
En el 2008 se disputó el torneo en el Estadio Obras Sanitarias en Buenos Aires, donde el local Obras cayó derrotado en la final ante Regatas de Corrientes. La siguiente edición volvió a disputarse en Mar del Plata, donde el local, Peñarol volvió a ganar el título. Formosa acogió el torneo del 2010, el cual lo ganó por primera vez Atenas, siendo este el cuarto equipo en ganar la competencia.

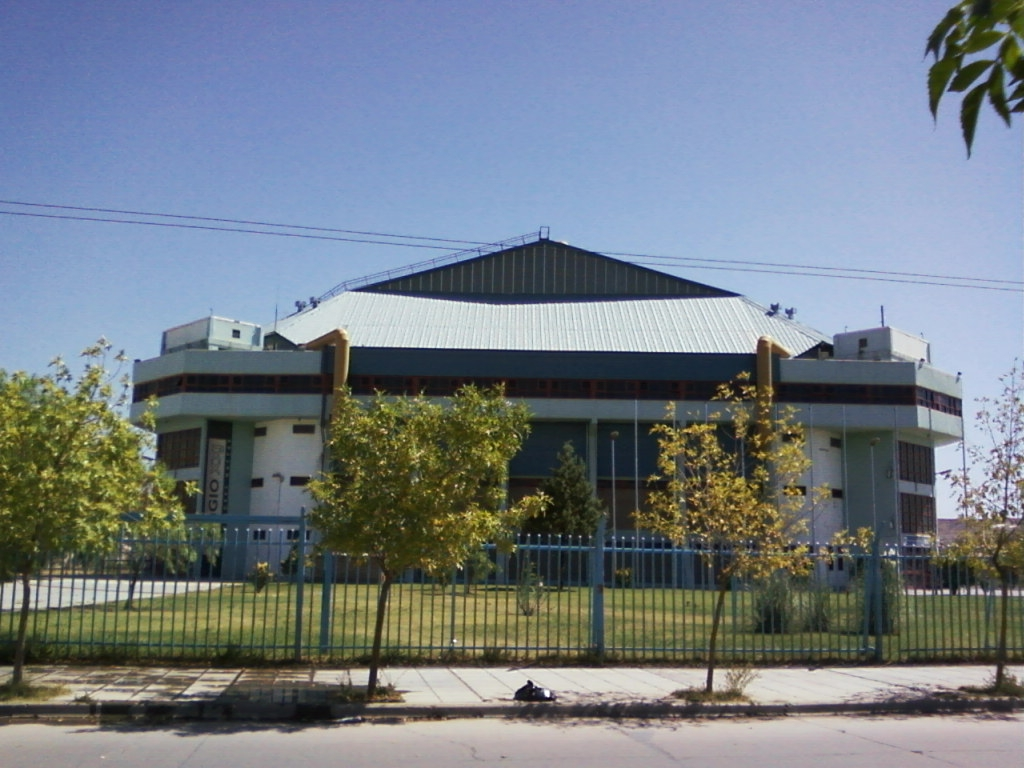
Estadio Ruca Che en Neuquén, sede en 2006.

Mar del Plata acogió nuevamente un torneo, la edición del 2011, donde el milrayitas se consagró con la actuación destacada de Andrés "Chapu" Nocioni y Corrientes fue la sede del siguiente, en el 2012. En 2013 se disputó por primera vez en Mendoza, entre el 18 y 21 de diciembre. Fue en el Polideportivo Municipal Gustavo Torito Rodríguez de San Martín.
Para la décima edición el formato del torneo tuvo un cambio, pasando de ser disputado en una misma sede, a disputarse en varias y durando más días, pasando de los cuatro tradicionales a tener incluso descansos entre fase y fase.

## Modo de disputa
El torneo es jugado por ocho equipos los cuales se definen al cabo de la primera fase de la Liga Nacional. Durante las primeras nueve ediciones los participantes eran los primeros tres equipos de ambas zonas, el mejor cuarto, y un equipo invitado. Desde la décima edición, en 2014, clasifican automáticamente los cuatro mejores de cada conferencia.
La modalidad es de play-off a un partido, es decir, eliminatorias donde el que pierde finaliza su participación y el que gana continúa. Los ubicados en las primeras dos posiciones de cada zona son cabezas de serie y no se enfrentan entre ellos en la primera etapa.
Durante las nueve primeras ediciones, el torneo era disputado durante cuatro días consecutivos en una misma sede. En 2014 el formato cambió, pasando a ser disputado en varias sedes distintas.

## Historial
| Edición       | Sede                               | Campeón            | Subcampeón         | MVP                 | Goleador        |
| ------------- | ---------------------------------- | ------------------ | ------------------ | ------------------- | --------------- |
| 2005 Detalles | Junín                              | Libertad           | Argentino (J)      | Román González      |                 |
| 2006 Detalles | Neuquén                            | Peñarol            | Boca Juniors       | Gabriel Mikulas     |                 |
| 2007 Detalles | Mar del Plata                      | Libertad           | Regatas Corrientes | Robert Battle       |                 |
| 2008 Detalles | Buenos Aires                       | Regatas Corrientes | Obras              | Federico Kammerichs |                 |
| 2009 Detalles | Mar del Plata                      | Peñarol            | Atenas             | Leonardo Gutiérrez  | Leo Gutiérrez   |
| 2010 Detalles | Formosa                            | Atenas             | Peñarol            | Miguel Gerlero      |                 |
| 2011 Detalles | Mar del Plata                      | Peñarol            | Libertad           | Facundo Campazzo    |                 |
| 2012 Detalles | Corrientes                         | Regatas Corrientes | Quimsa             | Paolo Quinteros     | Paolo Quinteros |
| 2013 Detalles | San Martín                         | Peñarol            | Quimsa             | Facundo Campazzo    | Walter Herrmann |
| 2014 Detalles | Varias sedes y Santiago del Estero | Quimsa             | Obras Sanitarias   | Nicolás Aguirre     | Diego García    |

### Participaciones
8 participaciones
- Libertad (2005, 2007, 2008, 2009, 2010, 2011, 2012, 2013)

7 participaciones
- Peñarol (2005, 2006, 2007, 2009, 2010, 2011, 2013, 2014)
- Quimsa (2006, 2008, 2009, 2011, 2012, 2013, 2014)
- Obras Sanitarias (2007, 2008, 2009, 2010, 2011, 2013, 2014)
- Regatas Corrientes (2007, 2008, 2010, 2011, 2012, 2013, 2014)

6 participaciones
- Boca Juniors (2005, 2006, 2007, 2009, 2011, 2012)

5 participaciones
- Atenas (2006, 2008, 2009, 2010, 2013)

4 participaciones
- Quilmes (2006, 2007, 2009, 2013)
- Gimnasia (Comodoro Rivadavia) (2006, 2008, 2013, 2014)

3 participaciones
- Argentino (2005, 2012, 2014)
- Sionista (2006, 2007, 2009)
- Lanús (2010, 2011, 2012)

2 participaciones
- Ben Hur (2005, 2006)
- Central Entrerriano (2005, 2007)
- Bahía Blanca Estudiantes (2008, 2011)
- Ciclista Olímpico (2010, 2012)

1 participación
- River Plate (2005)
- Ciclista Juninense (2005)
- El Nacional Monte Hermoso (2008)
- La Unión de Formosa (2010)
- San Martín (Corrientes) (2014)
- Estudiantes Concordia (2014)